# 梁億
梁億（1468年—？），字叔永，廣東廣州府順德縣人，竈籍，明朝政治人物。

## 生平
弘治八年（1495年）乙卯科廣東鄉試第四十七名。正德六年（1511年）辛未科進士。授兵部主事，遷禮部郎中。官至廣西布政使司參政，致仕卒。

## 家族
曾祖梁楚材，贈光祿大夫柱國少保兼太子太保吏部尚書武英殿大學士；祖父梁直清，累贈光祿大夫柱國少保兼太子太保吏部尚書武英殿大學士；父梁祖順，封翰林院編修贈光祿大夫柱國少保兼太子太保吏部尚書武英殿大學士。母黃氏（封孺人，累贈一品夫人）。永感下。兄梁任（贡士）、梁備（听选官）、梁儲（光禄大夫柱國少保兼太子太保吏部尚書武英殿大学士）、梁傚、梁佃（陰陽學訓術）。